# Gonzalo Castro Randón
Gonzalo Castro Randón (Wuppertal, Alemanya, 11 de juny de 1987) és un futbolista alemany d'origen castellà que posseeix doble nacionalitat. Juga actualment com a migcampista en el club alemany Stuttgart.

## Biografia
Va començar en el Bayer Wuppertal. El 1999, va arribar al Bayer Leverkusen amb onze anys i la seva magnífica progressió en l'equip juvenil, i després en els amateurs, sumada a les baixes de Juan, Roque Júnior i Jens Nowotny li van obrir les portes de la titularitat. El 22 de gener, Klaus Augenthaler ho va fer debutar en la Bundesliga contra l'Hannover 96, en partit que el Leverkusen va guanyar per 0-3. El jove jugador va entrar en la segona meitat i a la següent trobada va jugar tot el partit però no va poder evitar la derrota. Castro segueix amb la seva meteòrica projecció i tècnic del conjunt alemany ho va arribar a citar per a alguns partits de Lliga de Campions, arribant a jugar un partit l'any 2004/05 amb 17 anys en un transcendental partit de vuitens de final contra el Liverpool (on el seu equip va quedar eliminat) passant a partir d'aquí a la primera plantilla definitivament.

## Internacional
Gonzalo Castro posseeix a més de la nacionalitat alemanya la nacionalitat espanyola,el seu pare és de la Línia de la Concepció i la seva mare de Granada encara que es va criar a Girona i va jugar amb la Selecció de futbol d'Espanya en la categoria Sub-19. Posteriorment va prendre la decisió de jugar per al seu país natal, defensant la selecció alemanya.
El seu debut com a internacional amb la Selecció de futbol d'Alemanya es va produir el 28 de març de 2007 en un partit contra Dinamarca.
2 anys després del seu debut en la selecció absoluta, torna a la selecció sub-21 per jugar l'Eurocopa Sub-21 de 2009, on va sortir campió ficant 2 gols (2 a Anglaterra en fase de grups i final respectivament), convertint-ho a la cambra golejadora del torneig.

## Clubs
| Club              | País     | Any            |
| ----------------- | -------- | -------------- |
| Bayer Leverkusen  | Alemanya | 2005 - 2015    |
| Borussia Dortmund | Alemanya | 2015 - 2018    |
| VfB Stuttgart     | Alemanya | 2018 - Present |